# Papilio blumei
Papilio blumei là một loài bướm thuộc họ Papilionidae. Nó chỉ được tìm thấy ở quần đảo Sulawesi của Indonesia.
Sải cánh dài 120–140 mm.

## Hình ảnh

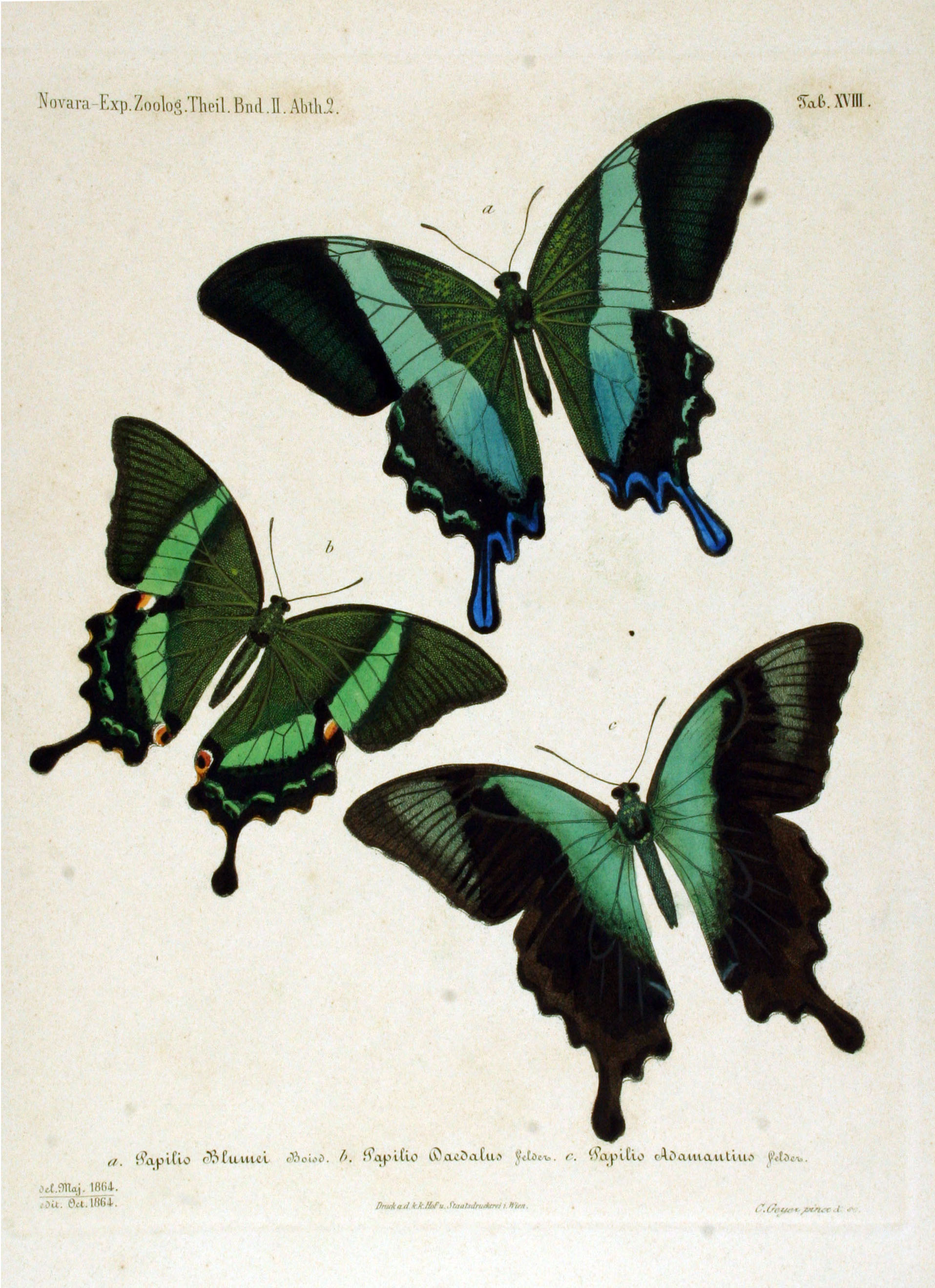
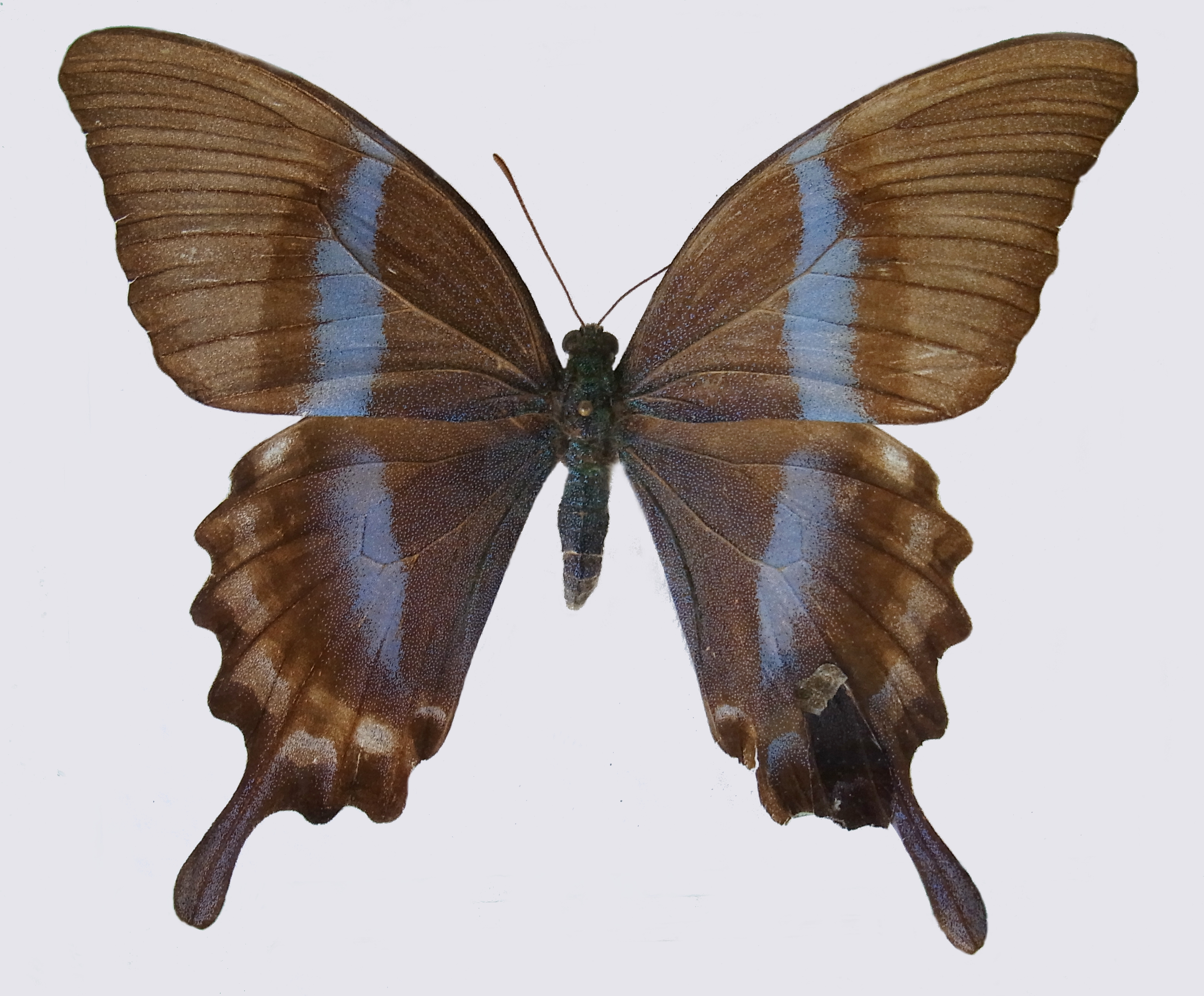
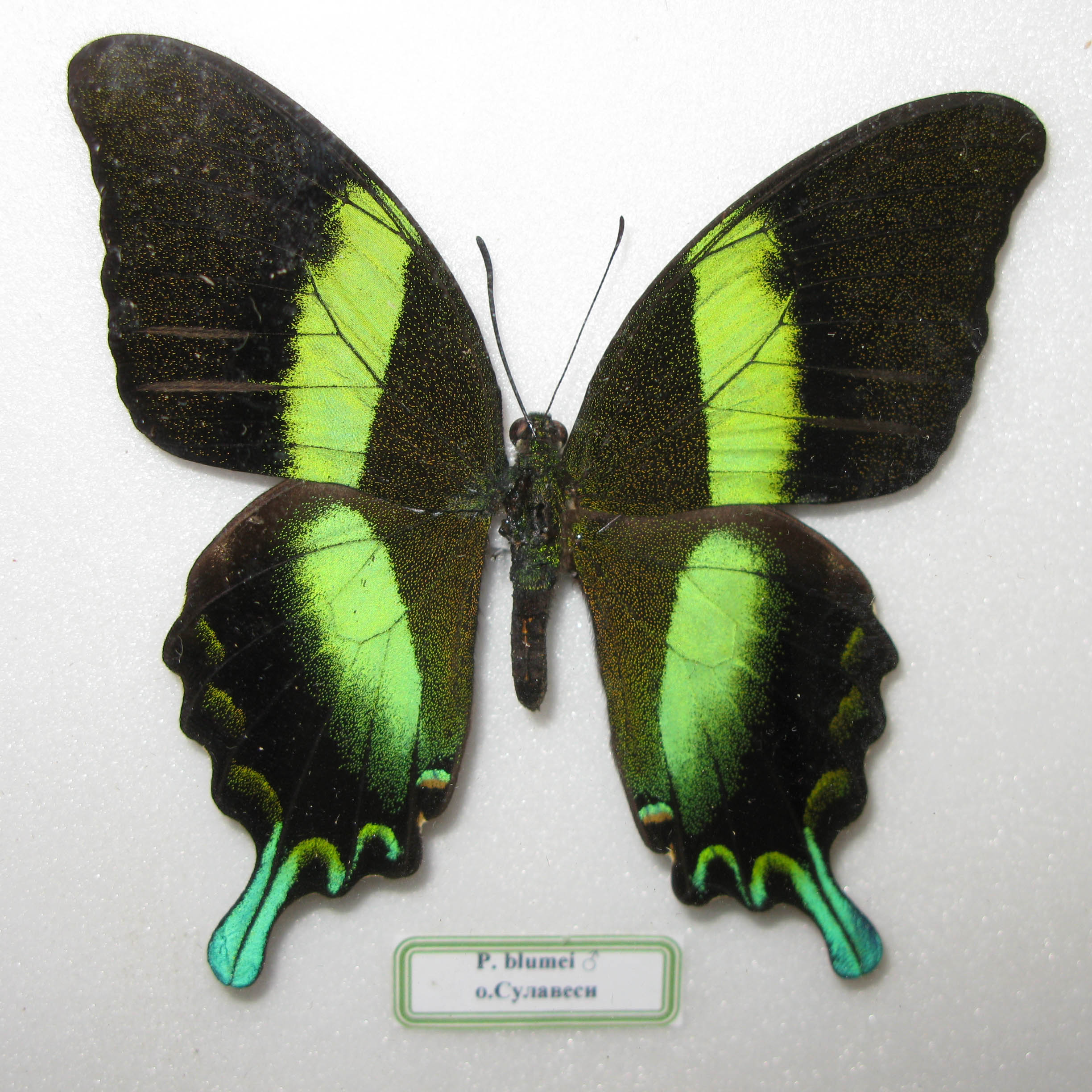
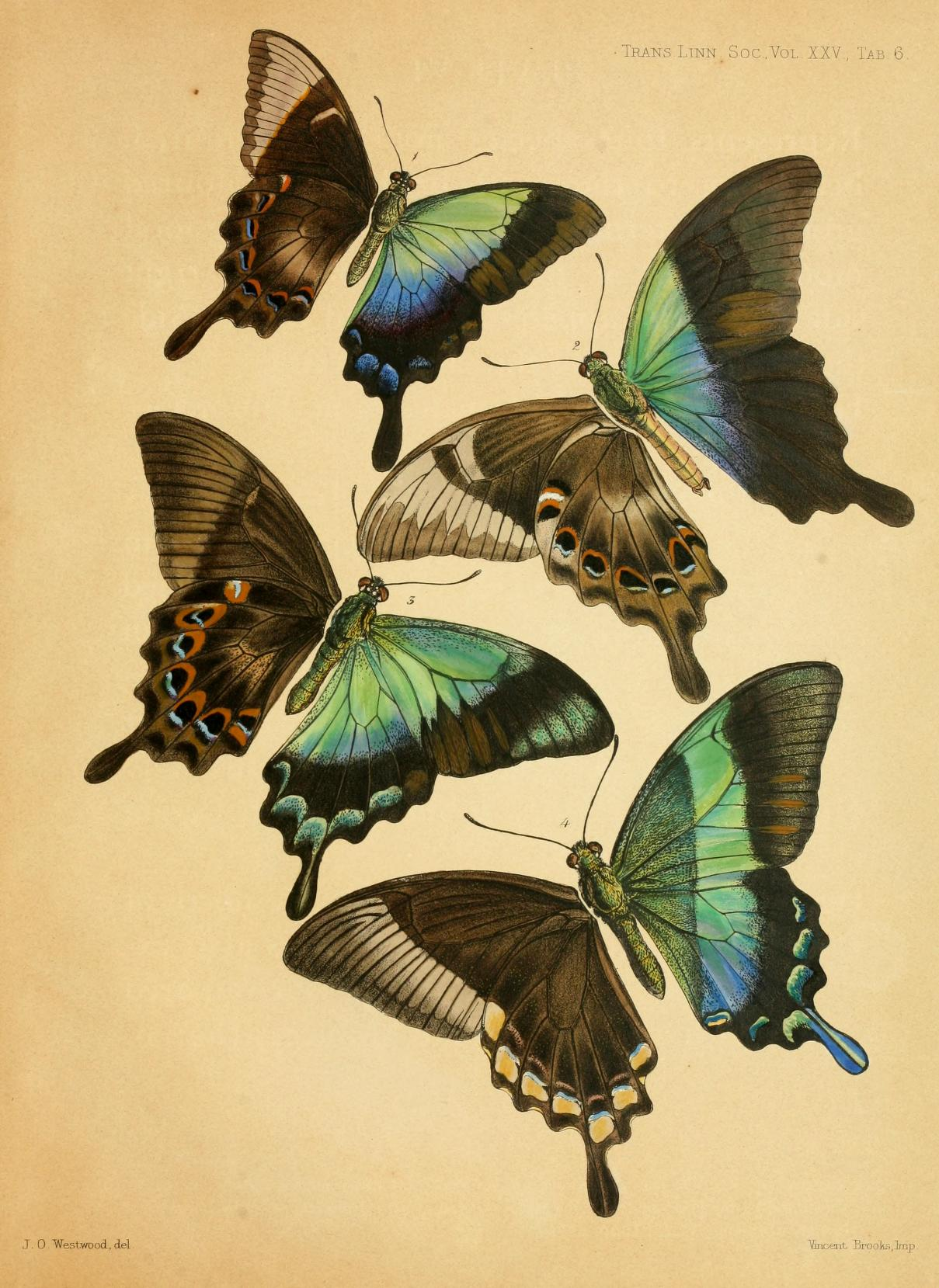

## Phụ loài
Có 2 phụ loài:
- Papilio blumei blumei
- Papilio blumei fruhstorferi